# Pezinok
Pezinok és una ciutat al sud-oest d'Eslovàquia. És aproximadament a 20 km al nord-est de Bratislava i té una població de 21.334 habitants (2005).
Pezinok és a prop dels Petits Carpats i prospera sobretot en la viticultura i l'agricultura, així com en la fabricació de maons i la producció de ceràmica.

## Demografia
| Godina             | 1994   | 2004   | 2014   | 2024    |
| ------------------ | ------ | ------ | ------ | ------- |
| Nombre de persones | 21.552 | 21.147 | 22.129 | 24.375  |
| Diferència         |        | −1,87% | +4,64% | +10,14% |

| Godina             | 2023   | 2024   |
| ------------------ | ------ | ------ |
| Nombre de persones | 24.506 | 24.375 |
| Diferència         |        | −0,53% |

Segons el cens de 2001, la ciutat tenia 21.082 habitants. Un 96,51% dels habitants eren eslovacs, 1,21% txecs i 0,52% hongaresos. La composició religiosa era d'un 64,83% de catòlics romans, 21,02% de persones sense afiliació religiosa, i el 8,22% de luterans.

## Persones il·lustres
- Eugen Suchoň
- Dušan Slobodník
- Richard Réti

## Ciutats agermanades
- Neusiedl am See, Àustria
- Mosonmagyaróvár, Hongria
- Mladá Boleslav, República Txeca
- Izola, Eslovènia